# Істлейк (Мічиган)
Істлейк (англ. Eastlake) — селище (англ. village) в США, в окрузі Меністі штату Мічиган. Населення — 415 осіб (2020).

## Географія
Істлейк розташований за координатами 44°14′44″ пн. ш. 86°17′38″ зх. д. / 44.24556° пн. ш. 86.29389° зх. д. (44.245536, -86.293794).  За даними Бюро перепису населення США в 2010 році селище мало площу 3,88 км², з яких 3,02 км² — суходіл та 0,87 км² — водойми.

## Демографія
Згідно з переписом 2010 року, у селищі мешкало 512 осіб у 231 домогосподарстві у складі 147 родин. Густота населення становила 132 особи/км².  Було 266 помешкань (69/км²).
Расовий склад населення:
| - 89,8 % — білих - 3,1 % — корінних американців - 0,6 % — чорних або афроамериканців - 0,2 % — азіатів |

До двох чи більше рас належало 5,7 %. Частка іспаномовних становила 2,9 % від усіх жителів.
За віковим діапазоном населення розподілялося таким чином: 19,1 % — особи молодші 18 років, 58,8 % — особи у віці 18—64 років, 22,1 % — особи у віці 65 років та старші. Медіана віку мешканця становила 46,8 року. На 100 осіб жіночої статі у селищі припадало 91,8 чоловіків;  на 100 жінок у віці від 18 років та старших — 94,4 чоловіків також старших 18 років.
Середній дохід на одне домашнє господарство  становив 45 983 долари США (медіана — 34 545), а середній дохід на одну сім'ю — 54 776 доларів (медіана — 54 583). Медіана доходів становила 63 409 доларів для чоловіків та 27 143 долари для жінок. За межею бідності перебувало 15,9 % осіб, у тому числі 36,5 % дітей у віці до 18 років та 2,4 % осіб у віці 65 років та старших.
Цивільне працевлаштоване населення становило 167 осіб. Основні галузі зайнятості: мистецтво, розваги та відпочинок — 16,8 %, освіта, охорона здоров'я та соціальна допомога — 16,8 %, виробництво — 13,8 %.